# Suayan
Suayan is een bestuurslaag in het regentschap Lima Puluh Kota van de provincie West-Sumatra, Indonesië. Suayan telt 4635 inwoners (volkstelling 2010).